# Karl August Traugott Vogt
Karl August Traugott Vogt, a volte Carl Vogt (Wittenberg, 15 marzo 1808 – Greifswald, 22 gennaio 1869), è stato un teologo tedesco.

## Biografia
Nel 1830 ottenne la sua abilitazione presso l'Università di Berlino, dove successivamente divenne professore associato di storia del cristianesimo e teologia pratica. Durante il suo tempo trascorso a Berlino, fece alcune prediche presso la Chiesa di Trinità. Nel 1837 si trasferì come professore ordinario presso l'Università di Greifswald, dove in tre diverse occasioni era rettore universitario (1846/47, 1855/56 e 1862/63). A Greifswald, servì come sovrintendente ecclesiastico e come membro del Concistoro.

## Opere principali
- Neoplatonismus und Christenthum ; Untersuchungen über die angeblichen Schriften Dionysius des Areopagiten, 1836.
- Johannes Bugenhagen, Pomeranus : Leben und ausgewählte Schriften, 1867.[3]

Con Anton Friedrich Ludwig Pelt e Georg Friedrich Heinrich Rheinwald, ha editato Homiliarum Patristicum.